# 运动后效
运动后效（motion aftereffect (MAE) ）是指注视一个移动的视觉刺激并保持眼睛不动（几十毫秒到几分钟不等），一段时间后将眼睛注视到静止的物体上， 在大脑内产生的一种视觉错觉现象。这时静止物体看起来会朝着刚才注视物体运动的相反方向运动。这种运动后效现象被认为是神经性的运动适应造成的。
例一：如果一个人一直盯着瀑布看，几分钟以后，当他看周围静止的岩石的时候，就会发现眼中看到的岩石在向上移动。这种岩石向上运动的错觉就是运动后效。这种运动后效还有个专门的名字叫瀑布效应。
例二：一个人盯着旋转的螺旋线的中心几十秒种，然后看周围的静止物体的时候， 会发现这些物体开始以与螺旋线旋转的相反方向扭曲。这种运动后效叫做螺旋后效。
 这是个能够产生运动后效的视频，盯着图形中心 20 秒左右，然后将眼睛转向其他物体。

## 相关解释
当运动的视觉信号持续的刺激编码运动信息的神经元时，这些神经元的的反应会逐渐减小，这种现象叫做神经性适应。神经性适应也降低了这些神经元对于静止视觉信号的自发放和本底发放水平  。一个关于视觉后效机理的理论认为，瀑布效应中静止的岩石，就是大脑对各个方向运动编码的本底参照。当注视瀑布一段时间以后，编码运动信息的神经元由于神经性适应，它的的本底活动会减弱，当突然注视静止的物体时，这种平衡的打破会让人产生物体向上运动的感觉。

## 历史
亚里士多德（大约公元前 350 年）描述过视后效应，但没有指出视后效应的运动方向。最早对视后效应的清晰描述是揚·埃萬傑利斯塔·普爾基涅 （1820）在观看了一场阅兵式之后做出的。Robert Addams （1834）在观察国苏格兰的 Falls of Foyers 瀑布时发现了瀑布错觉效应。根据 Verstraten（1996） 的说法，瀑布错觉一词是 Thompson（1888）创造的。

## 相关自传
- Mather, G., Verstraten, F., & Anstis, S. (1998). The motion aftereffect: A modern perspective. Cambridge, Mass: MIT Press